# Premi Emmy 1969
La cerimonia dei Premi Emmy 1969, nota retroattivamente come 21ª edizione dei Primetime Emmy Awards (21st Primetime Emmy Awards), si è tenuta al Civic Auditorium di Santa Monica, l'8 giugno 1969.
La cerimonia è stata presentata da Bill Cosby.

## Primetime Emmy Awards
Per le candidature, furono presi in considerazione i programmi trasmessi tra il 7 marzo 1968 e il 16 marzo 1969.

### Miglior serie drammatica
- NET Playhouse
- F.B.I. (The F.B.I.)
- Ironside
- Al banco della difesa (Judd, for the Defense)
- Missione impossibile (Mission: Impossible)
- Reporter alla ribalta (The Name of the Game)

### Miglior programma drammatico
- Hallmark Hall of Fame (Episodio: Teacher, Teacher)
- CBS Playhouse (Episodio: The People Nex Door)
- L'indimenticabile Heidi (Heidi)
- A Midsummer Night's Dream
- Missione impossibile (Episodio: The Execution)
- NET Playhouse (Episodio: Talking to a Straneìger)

### Miglior serie commedia
- Get Smart
- La signora e il fantasma (The Ghost & Mrs. Muir)
- Giulia (Julia)
- Tre nipoti e un maggiordomo (Family Affair)
- Vita da strega (Bewitched)

### Miglior attore protagonista in una serie drammatica
- Carl Betz, per aver interpretato Clinton Judd in Al banco della difesa (Judd for the Defense)
- Raymond Burr, per aver interpretato Robert T. Ironside in Ironside
- Peter Graves, per aver interpretato James Phelps in Missione impossibile
- Martin Landau, per aver interpretato Rollin Hand in Missione impossibile
- Ross Martin, per aver interpretato Artemus Gordon in Selvaggio west (The Wild Wild West)

### Miglior attore protagonista in una serie commedia
- Don Adams, per aver interpretato Maxwell Smart in Get Smart
- Brian Keith, per aver interpretato Bill Davis in Tre nipoti e un maggiordomo (Family Affair)
- Lloyd Nolan, per aver interpretato Dr. Morton Chegley in Giulia (Julia)
- Edward Mulhare, per aver interpretato Daniel Gregg in La signora e il fantasma (The Ghost & Mrs. Muir)

### Miglior attore protagonista in un singolo episodio di una serie televisiva
- Paul Scofield, per aver interpretato Sir Emlyn Bowen in Male of the Species
- Ossie Davis, per aver interpretato Charles Carter in Hallmark Hall of Fame
- David McCallum, per aver interpretato Hamilton Cade in Hallmark Hall of Fame
- Bill Travers, per aver interpretato Crichton in Hallmark Hall of Fame

### Migliore attrice protagonista in una serie drammatica
- Barbara Bain, per aver interpretato Cinnamon Carter in Missione impossibile (Mission: Impossible)
- Joan Blondell, per aver interpretato Lottie Hatfield in Arrivano le spose (Here Come the Brides)
- Peggy Lipton, per aver interpretato Julie Barnes in Mod Squad, i ragazzi di Greer (The Mod Squad)

### Migliore attrice in una serie comica
- Hope Lange, per aver interpretato Carolyn Muir in La signora e il fantasma (The Ghost & Mrs. Muir)
- Barbara Feldon, per aver interpretato l'Agente 99 in Get Smart
- Elizabeth Montgomery, per aver interpretato Samantha Stephens in Vita da strega (Bewitched)
- Diahann Carroll, per aver interpretato Julia Baker in Giulia (Julia)

### Miglior attrice protagonista in un singolo episodio di una serie televisiva
- Geraldine Page, per aver interpretato Sook in The Thanksgiving Visitor
- Anne Baxter, per aver interpretato Betty-Jean Currier in The Name of the Game
- Lee Grant, per aver interpretato Kay Gould in Al banco della difesa

### Miglior attore non protagonista in una serie televisiva
- Werner Klemperer, per aver interpretato Wilhelm Klink in Gli eroi di Hogan (Hogan's Heroes)
- Greg Morris, per aver interpretato Barney Collier in Missione impossibile (Mission: Impossible)
- Leonard Nimoy, per aver interpretato Spock in Star Trek

### Miglior attore non protagonista in un singolo episodio di una serie televisiva
Questo premio non fu consegnato a nessuno dei candidati.
- Ned Glass, per aver interpretato Sol Cooper in Giulia (Julia)
- Hal Holbrook, per aver interpretato Chancellor Graham in The Bold Ones: The Lawyers
- Billy Schulman, per aver interpretato Freddie Putnam in Hallmark Hall of Fame

### Miglior attrice non protagonista in una serie televisiva
- Susan Saint James, per aver interpretato Peggy Maxwell in The Name of the Game
- Barbara Anderson, per aver interpretato Eve Whitfield in Ironside
- Agnes Moorehead, per aver interpretato Endora in Vita da strega (Bewitched)

### Miglior attrice non protagonista in un singolo episodio di una serie televisiva
- Anna Calder-Marshall, per aver interpretato Mary McNeil in Male of the Species
- Pamela Brown, per aver interpretato Lady Brocklehurst in Hallmark Hall of Fame
- Irene Hervey, per aver interpretato Beatrice Brady in Io e i miei tre figli (My Three Sons)
- Nancy Kovack, per aver interpretato Bret Nicols in Mannix

### Miglior regia in una serie drammatica
- CBS Playhouse (Episodio: The People Next Door), diretto da David Greene
- CBS Playhouse (Episodio: Secrets), diretto da Paul Bogart
- Hallmark Hall of Fame (Episodio: Teacher, Teacher), diretto da Fielder Cook

### Miglior regia in una serie comica o commedia, varietà o trasmissione musicale
- The Dean Martin Comedy Hour, diretto da Greg Garrison
- The Bill Cosby Special, diretto da Bill Hobin
- Rowan & Martin's Laugh-In, diretto da Gordon Wiles

### Miglior sceneggiatura in una serie drammatica
- CBS Playhouse (Episodio: The People Next Door), sceneggiato da J. P. Miller
- CBS Playhouse (Episodio: The Experiment), sceneggiato da Ellen M. Violett
- Hallmark Hall of Fame (Episodio: Teacher, Teacher), sceneggiato da Allan Sloane

### Miglior sceneggiatura in una serie commedia, varietà o trasmissione musicale
- The Smoothers Brothers Comedy Hour, sceneggiato da Allan Blye, Bob Einstein, Murray Roman, Carl Gottlieb, Lorenzo Music, Steve Martin, Cecil Tuck, Paul Wayne, Cy Howard e Mason Williams
- The Carol Burnett Show, sceneggiato da Arnie Rosen, Stan Burns, Mike Marmer, Hal Goldman, Al Gordon, Don Hinkley, Gail Parent, Kenny Solms, Bill Angelos e Buz Kohan
- Rowan & Martin's Laugh-In, sceneggiato da Paul Keyes, Hugh Wedlock Jr., Allan Manings, Chris Bearde, David Panich, Coslough Johnson, Marc London, David M. Cox, Jim Carlson, Jack Mendelsohn, James Mulligan, Lorne Michaels, Hart Pomerantz, Phil Hahn e Jack Hanrahan